# الکساندر میخایلوویچ کوزولین
الکساندر میخایلوویچ کوزولین (انگلیسی: Alexander Mikhailovich Kozulin؛ زادهٔ ۲۴ نوامبر ۱۹۵۸) نوازنده پیانو، آهنگساز، شومن، و خواننده اهل آلمان است.